# Vad (commune de Smedjebacken)
Pour les articles homonymes, voir Vad.
Vad est une localité de Suède dans la commune de Smedjebacken située dans le comté de Dalécarlie.
Sa population était de 288 habitants en 2019.